# Rodoviário Michelon
Rodoviário Michelon foi uma empresa de transportes de cargas brasileira, situada em São Marcos, no Rio Grande do Sul. Com cerca de 800 caminhões e carretas, atuava no Brasil, Argentina, Uruguai, Chile e Peru.